# Bassin de Rennes

Carte géologique du Massif armoricain, on repère facilement le bassin de Rennes en jaune.

Le bassin de Rennes ou bassin rennais est un territoire situé au centre de l’Ille-et-Vilaine, en Bretagne. Selon le contexte, l’expression peut désigner différents territoires ; il s’agit généralement du bassin sédimentaire, mais aussi parfois le bassin versant de la Vilaine, le bassin de vie ou le bassin d'emploi autour de Rennes. Ces bassins ont des étendues très différentes. Le bassin de vie s’étend sur 26 communes et le bassin d’emploi sur 267.

## Géographie
Le bassin de Rennes se trouve dans le Massif armoricain dont il est très différent tant par le relief que par la géologie. Celui-ci est moins élevé à la suite d'un affaissement et est composé de sédiments (alors que le Massif armoricain est à dominante granitique). Le bassin est en effet un demi-graben s’évasant vers le Nord-Ouest, compartimenté, à fond incliné vers l’Est, et dans lequel s’installe une sédimentation subsidente.
La région située au Nord-Ouest de la Vilaine offre une grande variété de sols liée à la présence d’épandages sableux pliocènes, à des limons lœssiques et à de vastes étendues d’altérites. Les schistes et grès du Briovérien donnent des sols bruns à hydromorphie variable, plus ou moins profonds. Les roches du Paléozoïque donnent des sols lessivés profonds à forte hydromorphie sur les quartzites et des sols bruns faiblement hydromorphes sur les schistes.

## L'habitat rural traditionnel
Le pays de Rennes était traditionnellement une région de maisons rurales en terre (apparues à la fin du XVIe siècle, au détriment des maisons à pan de bois), les murs étant construits « par tranches de terre d'argile mêlée à de la paille, de l'ajonc ou du foin , de la filasse, selon la technique de la banchée, c'est-à-dire d'un coffrage de planches ; elle est torchis par sa composition, pisé par son travail de construction. Les ouvertures sont formées par des linteaux de bois (...). La charpente est posée sur des "sablières", c'est-à-dire sur des poutres de bois, bien assemblées aux angles, destinées à supporter la charpente et à la rendre rigide. Le toit est "à coyaux", c'est-à-dire que la toiture semble près du mur gouttereau avoir une pente moins forte et vient ainsi en pente douce le dépasser par un avant-toit, en s'appuyant sur des chevrons qui dépassent l'aplomb du mur. (...) Les crépis varient du blanc jaune à l'ocre rouge, en passant par toute une palette de jaunes reprenant la gamme des argiles ; portes et fenêtres se peignaient en couleur sombre, surtout du brun rouge (...). La maison est presque toujours orientée vers le sud, le mur nord étant aveugle. Une gerbière permet d'accéder au grenier. (...) Ce mode de construction dépasse de beaucoup le bassin de Rennes, s'étendant vers l'ouest jusqu'à Merdrignac et vers le nord jusqu'aux approches de Dinan ».
La construction obéissant à un calendrier précis : le creusement des fondations était effectué l'hiver, le mur de fondation (solin) vers avril.
En Bretagne la construction en bauge débute par l'édification d'un solin en pierre de hauteur variable (selon les ressources locales et la richesse des propriétaires). La largeur du solin (et donc du mur) peut varier de 50 cm jusqu'à 1 m. Les fondations dépassent rarement 50 cm de profondeur. La bauge est ensuite montée à la fourche, et, après une quinzaine de jours de séchage, on découpe la terre en excédent.
La terre est généralement extraite sur le lieu de la construction (d'où les nombreuses mares autour des maisons en bauge) sous la couche de terre végétale. Cette terre doit être moyennement argileuse : suffisamment pour qu'elle possède une bonne cohésion, pas trop pour qu'elle ne fissure pas. La terre est ensuite piétinée par les hommes ou des animaux afin d'y incorporer les végétaux (paille, bruyère, ajonc, fougère, etc.) ou des poils ou crins animaux.
Les maisons étaient souvent à l'époque moderne couvertes de tuiles plates produites localement (c'était encore le cas des trois-quarts des maisons de Hédé dans la seconde moitié du XVIIIe siècle). La tuile fut progressivement supplantée par l'ardoise dans le courant du XIXe siècle : la tuilerie de Québriac par exemple ferma en 1850.
La tangue fut aussi utilisée pour la construction des murs, selon la même technique de fabrication que la bauge dans la région des marais de Dol, par exemple à Hirel et à Cherrueix.

## Livres
- Philippe Bardel et Jean-Luc Millard, "Architecture de terre en Ille-et-Vilaine" ", éditions Apogée, 2002.
- Catherine Toscer et Jean-Jacques Rioult," Architecture rurale en Bretagne", éditions Lieux dits, 2014.
- Amélie Le Pailh, "La terre crue dans l'architecture", site de l'association Tiez Breizh[9].